# Lüttge-Garten

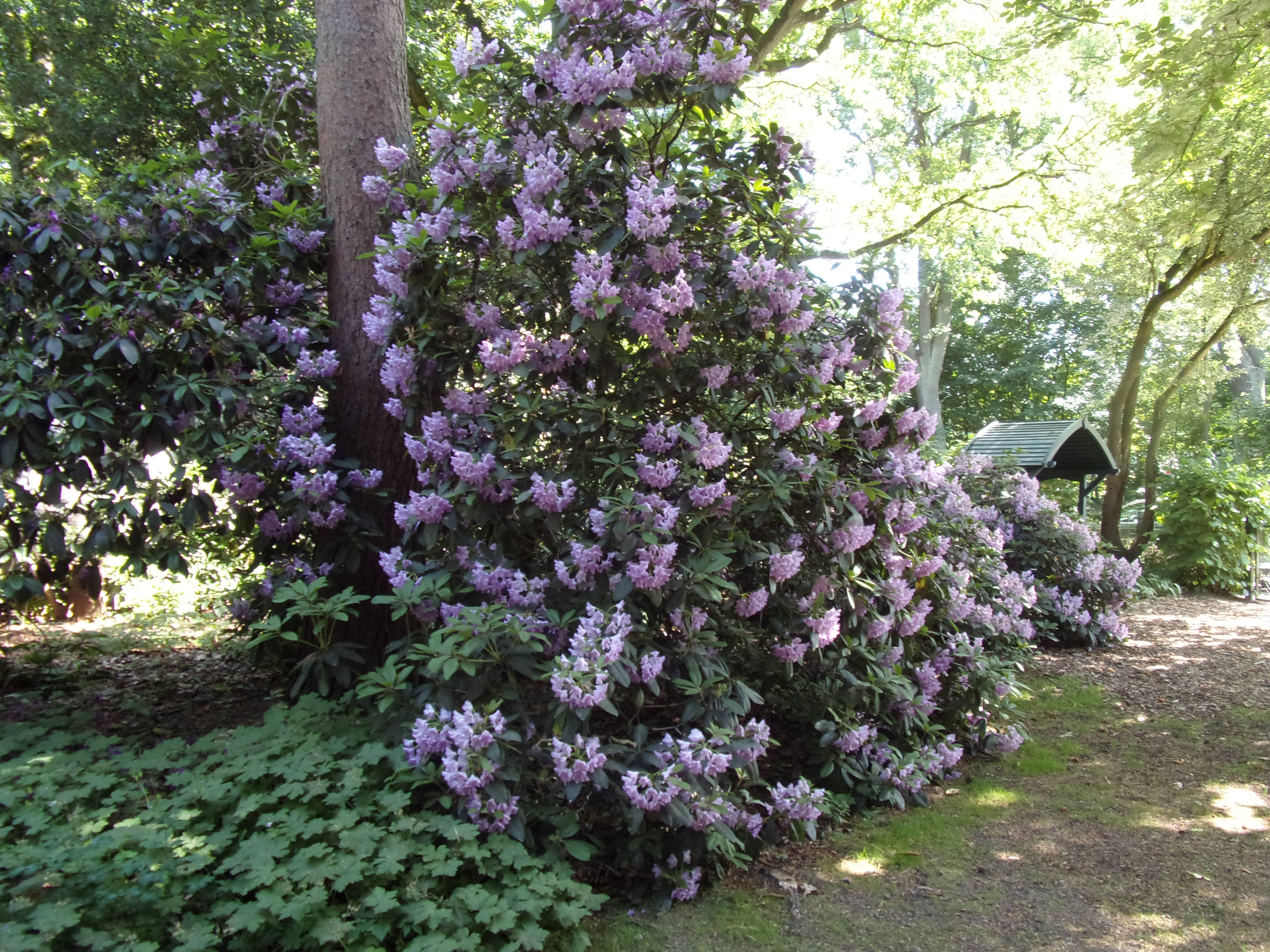
Blühender Rhododendron

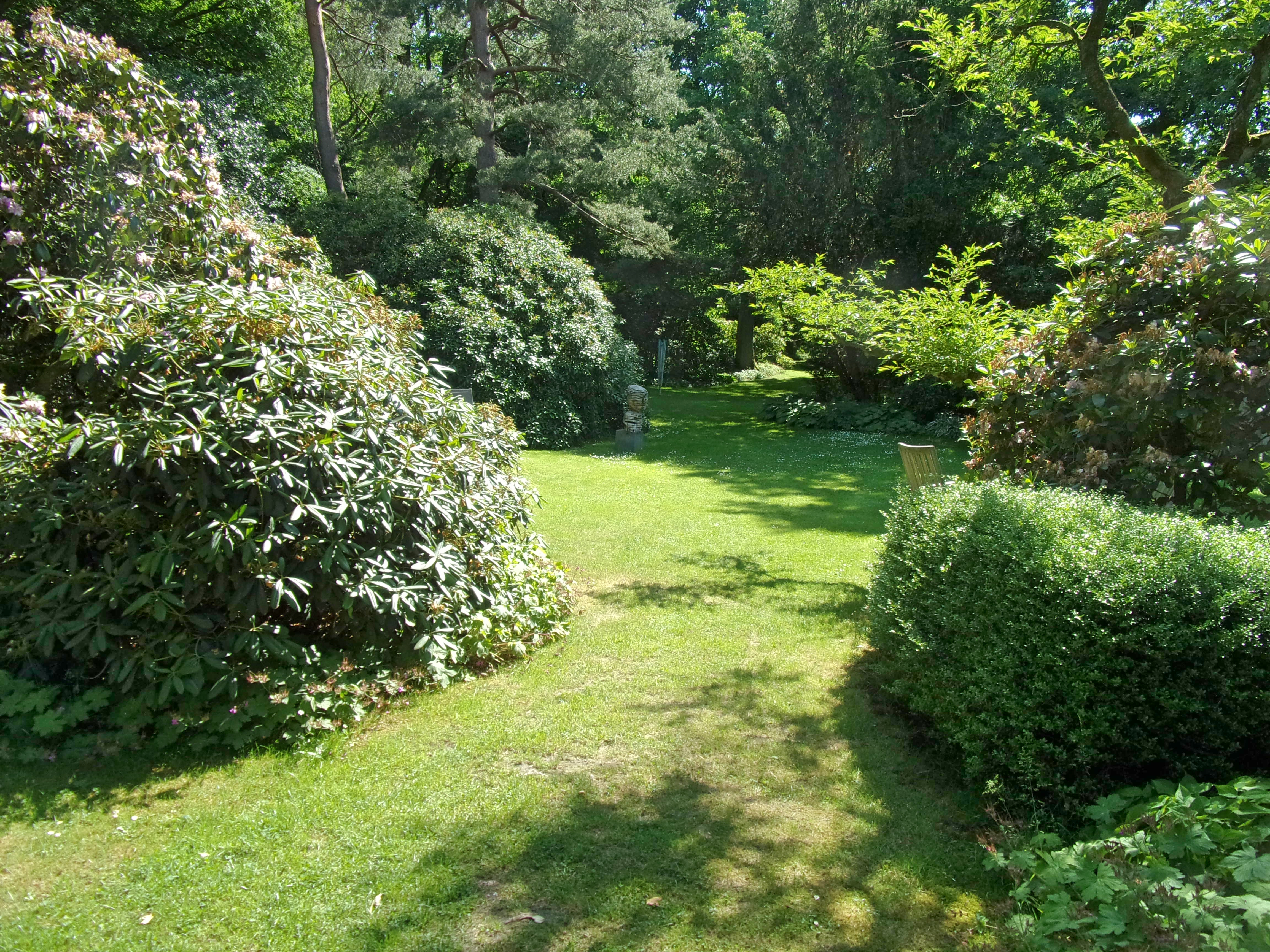
Wechsel von Wiesen und Bäumen

Der Lüttge-Garten ist ein denkmalgeschützter Rhododendronpark in Hamburg. Der Charakter des Gartens wird durch die große Vielfalt der unterschiedlichen Rhododendron-Sorten bestimmt.

## Lage
Der kleine Garten liegt am nördlichen Rand des Hamburger Stadtteils Lokstedt und hat eine schmale, ungefähr 110 m lange, trapezförmige Grundfläche, die ca. 3900 m² bedeckt. Er ist an drei Seiten von den Straßen Schwübb, Hinter der Lieth und Liethwisch begrenzt und ist Teil des Grundstücks Liethwisch 1. Der größte Teil (ca. 3.300 m²) befindet sich in öffentlichem Besitz, der Rest in privatem. Beide Teile gehen ineinander über. Der Garten wird regelmäßig für Besucher geöffnet. Der Eingang befindet sich an der Straßenecke Schwübb/Hinter der Lieth.

## Geschichte
Seit der Gartenarchitekt Gustav Lüttge 1952 den Rhododendron-Züchter Dietrich Hobbie kennengelernt hatte, war er fasziniert von der Vielfalt der Sorten. Da Lüttge in seinen Parkanlagen häufig Rhododendren verwendete, wollte er die Untersuchung und die Züchtung neuer Sorten vorantreiben. Dazu stellte die Stadt Hamburg ihm das Grundstück in Lokstedt zur Verfügung und er konnte zugleich das angrenzende Grundstück für den Bau seines Wohnhauses erwerben. 1958 begann die Anlage des Rhododendron-Gartens und des damit eng verbundenen benachbarten Privatgartens. Lüttge teilte das Gelände in einen formalen und einen parkähnlichen Bereich auf. Der formale Teil liegt in der Nähe des Wohnhauses, hier finden sich viele von Natursteinmauern umgrenzte Staudenbeete. Im Parkteil stehen rund 110 unterschiedliche Rhododendren-Arten, darunter auch solche mit deren Zucht Lüttge ab 1962 begann. Sie sind heute größtenteils gekennzeichnet. Lüttges früher Tod 1964 verhinderte jedoch, dass er diese Aufgabe in nennenswertem Umfang durchführen konnte.
Nach Lüttges Tod verwilderte der Garten und die Anlagen verfielen. Erst durch einen Besitzerwechsel mehr als 20 Jahre später begann eine Veränderung. Mit der Gründung des Vereins „Freunde des Lüttge-Gartens in Hamburg-Lokstedt e. V.“ im Jahre 2004 wurde der Garten renaturiert, restauriert und im Sinne von Gustav Lüttge aufgearbeitet sowie seit 2008 vermehrt der Öffentlichkeit zugänglich gemacht. Seit 2011 steht der Lüttge-Garten unter Denkmalschutz. 2020 wurde mit Finanzmitteln des Bezirksamtes Hamburg-Eimsbüttel ein „denkmalgerechtes Pflege- und Entwicklungskonzept für den Lüttge-Garten“ erstellt. 